# Anassarco
Anassarco l'Eudemònico (in greco Ἀνάξαρχος; Abdera, ... – ...; fl. IV secolo a.C.) è stato un filosofo greco antico del IV secolo a.C., di cui si hanno scarse notizie.

## Biografia
Era nativo di Abdera, in Tracia. Era soprannominato  "il Beato". Fu amico e accompagnò Alessandro Magno nelle spedizioni in Asia. Secondo Diogene Laerzio era stato allievo degli atomisti Diogene di Smirne e Metrodoro di Chio. Pare che abbia incontrato i gimnosofisti indiani presso i quali ha preso lezioni. L'unico altro dato biografico conosciuto riguarda la sua inimicizia con il tiranno Nicocreonte di Cipro, che l'avrebbe fatto torturare. Colpito con pestelli di ferro, il filosofo avrebbe dunque pronunciato la celebre frase:
Allora Nicocreonte avrebbe ordinato di tagliargli la lingua, ma Anassarco se la sarebbe morsa egli stesso e l'avrebbe sputata in faccia al tiranno.

## Pensiero
Le poche testimonianze su Anassarco sono essenzialmente aneddotiche e danno scarse informazioni riguardo al suo pensiero. La più interessante è fornita da Sesto Empirico, che scrive: 
(Sesto Empirico, Contro i Matematici, VII, 88)
Sulla base di questo passo, e di altre testimonianze che associano esplicitamente i due filosofi, molti studiosi pensano che Anassarco abbia esercitato una significativa influenza su Pirrone e abbia contribuito alla nascita dello Scetticismo.
La filosofia di Anassarco fa consistere il bene supremo nell'impassibilità, nella capacità di non lasciarsi toccare dal mondo, dalle sue piccolezze e meschinità.